# Julius Wilhelm Ruer
Julius Wilhelm Ruer (* 30. Mai 1784 in Meschede; † 17. Dezember 1864 in Hamm) war ein deutscher praktischer Arzt und Psychiater.
Ruer stammte aus einer jüdischen Familie. Bereits der Vater Herz Israel Ruer war Arzt mit dem Titel Hofphysikus in Meschede. Auch Ruer studierte Medizin und wurde im Jahr 1806 zum Dr. med. promoviert. In den folgenden Jahren praktizierte er in Neheim und ab 1812 in Meschede. Ab 1813 war er Gründungsdirektor des Landeshospitals Marsberg, aus dem 1816 die Provinzial-Irrenanstalt Westfalen hervorging. Im Jahr 1850 trat Ruer in den Ruhestand. Später leitete er private Anstalten in Düsseldorf und Hamm.
Ruer versuchte, die öffentliche Fürsorge für psychische Kranke zu verbessern. Er setzte dabei unter anderem auf Arbeitstherapie in Werkstätten und Landwirtschaft. Er war Mitglied einer Paderborner Freimaurerloge.
Er war maßgeblich an der Herausgabe von „Nasse’s Zeitschrift für psychische Ärzte“ beteiligt. Auch an den „Vaterländischen Blättern für das Herzogtum Westfalen“ wirkte er mit. Er verfasste unter anderem eine „Irrenstatistik der Provinz Westfalen“.

## Einzelnachweis
1. ↑  Geschichte der Paderborner Freimaurerei

| Personendaten    | Personendaten                             |
| ---------------- | ----------------------------------------- |
| NAME             | Ruer, Julius Wilhelm                      |
| KURZBESCHREIBUNG | deutscher praktischer Arzt und Psychiater |
| GEBURTSDATUM     | 30. Mai 1784                              |
| GEBURTSORT       | Meschede                                  |
| STERBEDATUM      | 17. Dezember 1864                         |
| STERBEORT        | Hamm                                      |